# ルマテペロン
ルマテペロンは、ブチロフェノン系の非定型抗精神病薬。アメリカで統合失調症および双極性感情障害のうつ病相の治療薬として、単剤療法または補助療法（リチウムまたはバルプロ酸との併用）として承認されている。ブリストル・マイヤーズ スクイブからライセンス供与を受け、イントラセルラーセラピー社が開発した。ルマテペロンは、2019年12月にアメリカで統合失調症の適応でFDAに承認され 、 2020年2月に発売された。2021年12月には双極性感情障害のうつ病エピソードに対してFDAの承認を受けた。商品名は「カプリタ」。

## 医療用途

### 統合失調症
2019年12月20日、FDAは、成人の統合失調症の治療薬としてルマテペロンを承認した。

### 双極性感情障害（うつ病エピソード）
2021年12月、FDAは成人の双極性感情障害のうつ病相の治療薬として、ルマテペロンを単剤療法およびリチウムまたはバルプロ酸との補助療法として承認した。

## 副作用
最もよくみられた副作用（5％以上）は、傾眠と口渇であった。

## 薬理学

### 作用機序
ルマテペロンは5-HT 2A受容体の受容体拮抗薬として作用し、いくつかのドーパミン受容体（D 1、D 2、およびD 4）を低親和性で拮抗する。中程度のセロトニン再取り込み阻害作用を有する。また、顕著な抗ムスカリン作用や抗ヒスタミン作用を示さずにα 1受容体に対する拮抗作用も有している。

### 薬物動態
ルマテペロンは経口摂取後1～2時間以内に血漿中濃度が最大となり、半減期は18時間である。